# Nathan Peavy
Nathan Anthony Peavy de Jesús (Dayton, 31 marzo 1985) è un ex cestista e allenatore di pallacanestro statunitense con cittadinanza portoricana.

## Carriera
Con Porto Rico ha disputato i Campionati mondiali del 2010.